# Kooraikundu
Kooraikundu é uma panchayat (vila) no distrito de Virudhunagar, no estado indiano de Tamil Nadu.

## Demografia
Segundo o censo de 2001,  Kooraikundu  tinha uma população de 19,706 habitantes. Os indivíduos do sexo masculino constituem 50% da população e os do sexo feminino 50%. Kooraikundu tem uma taxa de literacia de 73%, superior à média nacional de 59.5%: a literacia no sexo masculino é de 78% e no sexo feminino é de 68%. Em Kooraikundu, 12% da população está abaixo dos 6 anos de idade.